# Gerichtsbezirk Lana
Der Gerichtsbezirk Lana war ein dem Bezirksgericht Lana unterstehender Gerichtsbezirk in der Gefürsteten Grafschaft Tirol. Der Gerichtsbezirk umfasste das nördliche Etschtal sowie das Ultental und gehörte zum Bezirk Meran. Nach dem Ersten Weltkrieg musste Österreich den gesamten Gerichtsbezirk an Italien abtreten.

## Geschichte
Der Gerichtsbezirk Lana wurde durch eine 1849 beschlossene Kundmachung der Landes-Gerichts-Einführungs-Kommission geschaffen und umfasste ursprünglich die sieben Gemeinden Andrian, Forst, Lana, Marling, Nals, Tisens und Ulten.
Der Gerichtsbezirk Lana bildete im Zuge der Trennung der politischen von der judikativen Verwaltung
ab 1868 gemeinsam mit den Gerichtsbezirken Meran, Glurns, Schlanders und Passeier den Bezirk Meran,
wobei die Gerichtsbezirke Schlanders und Glurns ab dem 1. Oktober 1901 als eigenständiger Bezirk Schlanders abgespalten wurden.
Der Gerichtsbezirk wies 1869 eine Bevölkerung von 11.077 Personen auf. 1910 wurden für den Gerichtsbezirk 12.162 Personen ausgewiesen, von denen 11.817 Deutsch (97,2 %) und 162 Italienisch oder Ladinisch (1,3 %) als Umgangssprache angaben.
Durch die Grenzbestimmungen des am 10. September 1919 abgeschlossenen Vertrages von Saint-Germain wurde der Gerichtsbezirk Lana zur Gänze Italien zugeschlagen.

## Gerichtssprengel
Der Gerichtssprengel umfasste 1910 die sieben Gemeinden Andrian, Lana, Nals, Tisens, Tscherms, Ulten und Völlan. Die Aufspaltung der Gemeinde Marling in zwei neue Gemeinden, nämlich Marling und Tscherms war 1897 endgültig durch den Kaiser genehmigt worden, wobei Marling per 1. Jänner 1910 dem Gerichtsbezirk Meran zugewiesen wurde.